# Saint-Laurent-de-Lévézou
Saint-Laurent-de-Lévézou település Franciaországban, Aveyron megyében. Lakosainak száma 157 fő (2022. január 1.). Saint-Laurent-de-Lévézou Saint-Beauzély, Saint-Léons, Vézins-de-Lévézou és Curan községekkel határos.

## Népesség
A település népessége az elmúlt években az alábbi módon változott:
| Lakosok száma | 198  | 157  | 124  | 155  | 157  | 158  | 153  | 154  | 153  | 157  |
|               | 1968 | 1982 | 1990 | 2006 | 2013 | 2015 | 2017 | 2019 | 2020 | 2022 |